# 59087 Маккакаро
59087 Маккакаро (59087 Maccacaro) — астероїд головного поясу, відкритий 15 листопада 1998 року.
Тіссеранів параметр щодо Юпітера — 3,572.